# 드미트리 폴랸스키

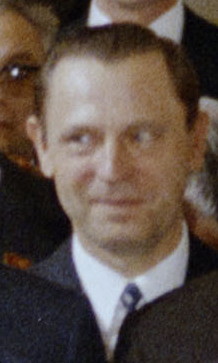

드미트리 스테파노비치 폴랸스키(Дмитрий Степанович Полянский, 1917년 10월 25일, 모스크바 ~ 2001년 10월 8일)는 소비에트 연방, 러시아의 정치인이다. 1958년 ~ 1962년 총리격인 러시아 소비에트 연방 사회주의 공화국 각료 회의 의장, 1965년 ~ 1973년 소비에트 연방 각료 회의 부의장을 지냈다.